# Лянцкоронский, Предслав
Предслав Лянцкоронский (пол. Przecław Lanckoroński; 1489 (?) — 10 июня 1531, Краков) — первый гетман Войска Запорожского, староста хмельницкий.
В другом источнике именуется как Пржецлав Ланцкоронский и был гетманом запорожских казаков (гетманом Запорожским), а «Хронология высокославных ясневелможных гетманов, прежде Хмелницкого бывших», говоритъ: «Первый гетман войск Запорожских, с фамилии сенаторской, имянуемый Прецлав Ланцкоронский или Принц Славлянскороссийский».

## Биография
Начало XVI столетия в жизни Малороссийского казачества ознаменовано выбором первого гетмана Предслава Ланцкоронского, а его сподвижником явился организатор Запорожья, кошевой Евстафий Дашкевич.
В книге «История Малой России» Николая Маркевича о нем написано, что благодаря ему в жизни казацкого населения Украины (Малой Руси) начались перемены. Предслав был зятем волынского князя Константина Острожского и свойственником короля Александра Ягеллончика.
В 1506 году он был избран первым казацким гетманом.
В книге Шимона Старовольского «Sarmatiae Bellatores», изданной в 1631 году, о нем написано: «пройдя целую Европу, побывал также в Иерусалиме и других варварских странах, изучая боевое искусство европейских и азиатских полководцев».
Предслав Лянцкоронский поселился в Хмельнике в 1512 году, после сильнейшего разрушения и разграбления города татарами. Новый хмельницкий староста Лянцкоронский совершал вылазки против татар. В 1516 году он с отрядами казаков совершил поход на Белгород (Аккерман), где разгромил татарские отряды и взял богатую добычу. Тогда же он напал на Очаков и разграбил его.
Умер 10 июня 1531 года в Кракове.